# クリステル・チュジョン・ナナ
クリステル・チュジョン＝ナナ（Christelle Tchoudjang-Nana、1989年7月7日 - ）は、カメルーンの女子バレーボール選手。元カメルーン代表。

## 来歴

### クラブチーム
ヤウンデ出身。2010年、フランスのVolley-Ball Club Chamalièresへ入団し、同チームでは11年間プレーし中心選手として活躍した。2021年、Volley Club Marcq-en-Barœulへ移籍し、1年間プレーした。2022年6月、バレー・ミュルーズ・アルザスへ移籍し、2022/23シーズンのフランスリーグでは準優勝、2023/24シーズンにはフランスリーグで3位、フランスカップで準優勝に貢献した。

### 代表チーム
2011年、カメルーン代表に初選出された。2013年、アフリカ選手権では銀メダルを獲得し、ベストオポジット賞を受賞した。2014年にイタリアで開催された世界選手権に出場した。2016年、リオデジャネイロ五輪ではエースとして活躍した。2017年のアフリカ選手権で金メダルを獲得した。2018年、世界選手権、2019年のワールドカップに出場した。2021年、アフリカ選手権で金メダルを獲得し、MVPを受賞した。2022年、代表チーム引退を表明した。

## 球歴
- オリンピック - 2016年
- 世界選手権 - 2014年、2018年
- ワールドカップ - 2019年
- ワールドグランプリ - 2017年
- アフリカ選手権 - 2013年、2017年、2019年、2021年

## 受賞歴
- 2013年 - アフリカ選手権 ベストオポジット賞
- 2021年 - アフリカ選手権 MVP

## 所属クラブ
- Volley-Ball Club Chamalières（2010-2021年）
- Volley Club Marcq-en-Barœul（2021-2022年）
- バレー・ミュルーズ・アルザス（2022年-）